# Mutiny on the Bounty (phim 1935)
Mutiny on the Bounty (Cuộc nổi dậy trên tàu Bounty) là một phim do hãng MGM sản xuất năm 1935, do Frank Lloyd đạo diễn, với các ngôi sao Charles Laughton và Clark Gable, dựa trên tiểu thuyết cùng tên của Charles Nordhoff và James Norman Hall.
Phim này là một trong các phim thành công nhất trong thời đó và ngày nay vẫn còn đưọoc coi là một phim cổ điển. Mặc dù có nhiều điểm không chính xác về lịch sử (không tránh khỏi vì dựa trên tiểu thuyết, không căn cứ trên sự kiện có thật), nhưng các nhà phê bình phim vẫn coi là ´một phim dựa trên cuộc nổi loạn trên tàu hay nhất. 

## Cốt truyện
Phim ghi lại cuộc nổi loạn thực sự trên tàu 3 cột buồm Bounty (ngày 28.4.1789), do Fletcher Christian lãnh đạo, chống lại thuyền trưởng William Bligh. Cũng như tiểu thuyết, phim mô tả thuyền trưởng Bligh là kẻ hung bạo, đối xử tàn ác với thủy thủ đoàn, khiến cho Christian nổi loạn.

## Các điểm không đúng lịch sử

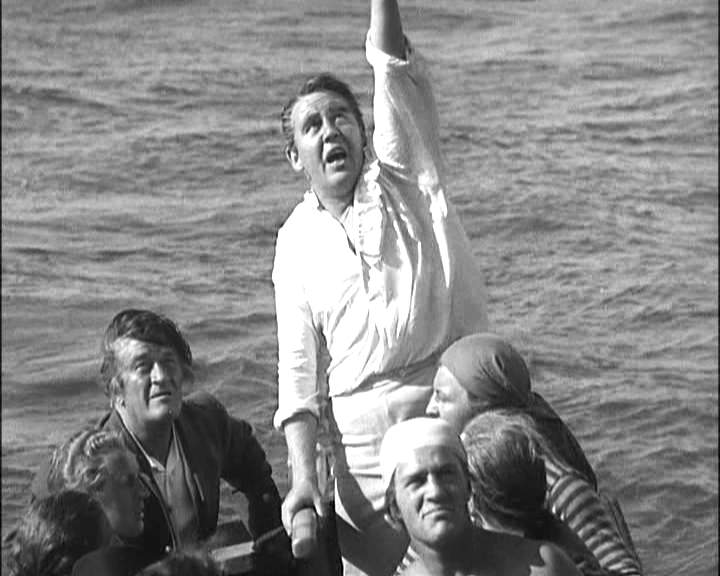
Charles Laughton vai thuyền trưởng Bligh bị Fletcher Christian (Clark Gable) quang xuống xuồng lênh đênh trên mặt biển

Phim có một số điều không chính xác về lịch sử. Thuyền trưởng Bligh chưa hề có mặt trên tàu HMS Pandora, cũng chẳng hiện diện trong cuộc xử án các người nổi loạn trên tàu, ở lại Tahiti. Vào thời gian đó, ông ta đang trên nửa đường đi vòng quanh thế giới tìm cây sakê (mít bột) (breadfruit plant). Cha của Fletcher Christian đã chết nhiều năm trước khi Christian đi tàu Bounty.
Bligh được mô tả là một người giữ kỷ luật thích trò tàn ác, thô bạo. Các cảnh đặc biệt là cảnh keelhauling (phạt thủy thủ bằng cách trói tay chân kéo qua dưới vỏ tàu từ mạn nọ sang mạn kia) và cảnh đánh roi 1 người chết. Trên thực tế, không có 2 cảnh trên đây: hình phạt Keelhauling ít khi được áp dụng và đã bị bãi bỏ trước thời thuyền trưởng Bligh. Thực vậy, các ghi chép tỉ mỉ trong sổ nhật ký hàng hải của tàu Bounty cho thấy là tỷ lệ việc đánh roi trong thời đó dưới mức trung bình. Trước khi xảy ra cuộc nổi loạn, tàu Bounty chỉ có hai người chết: một thủy thủ chết vì bệnh scobut (không vì hình phạt keelhauling) và viên thầy thuốc của tàu rõ ràng chết vì uống rượu và biếng nhác, không do thuyền trưởng Bligh lạm dụng. Cũng thế, phim đưa ra cảnh các người nổi loạn chiếm tàu sau khi đã giết nhiều thủy thủ đoàn trung thành với thuyền trưởng, trong khi trên thực tế không ai bị giết, mặc dù 1 thủy thủ gần như sắp bắn Bligh cho tới khi Christian chặn lại. Cuối cùng Christian nắm quyền chỉ huy tàu do người khác xúi dục, sau khi nhiều thủy thủ bị Bligh xiềng bất công, đó là hư cấu.
Tuy nhiên phim cũng có các điều chính xác: Clark Gable (vai Christian) đã phải cạo hàng ria nổi tiếng của mình, vì các thủy thủ trên các tàu của Hải quân Hoàng gia Anh trong thế kỷ thứ 18 không được để ria.
Trong cảnh chót của phim, Gable đã nói các lời khen ngợi các đồng đội nổi dậy, nói tới việc thiết lập 1 xã hội các người tự do trên Quần đảo Pitcairn, xa cách Bligh và Hải quân. Thực tế hoàn toàn khác. Thoát khỏi kỷ luật nghiêm khắc của Hải quân, các người nổi loạn đã tỏ ra bất lực trong việc tự trị. Quần đảo Pitcairn thoái hóa thành 1 địa ngục thực sự trên Trái Đất vì tật nghiện rượu, cướp bóc và cuối cùng là những kẻ giết người. Ngoại trừ John Adams mọi người nổi loạn đều chết, nhiều kẻ chết bất đắc kỳ tử.

## Các nơi quay phim
- Polynésie thuộc Pháp

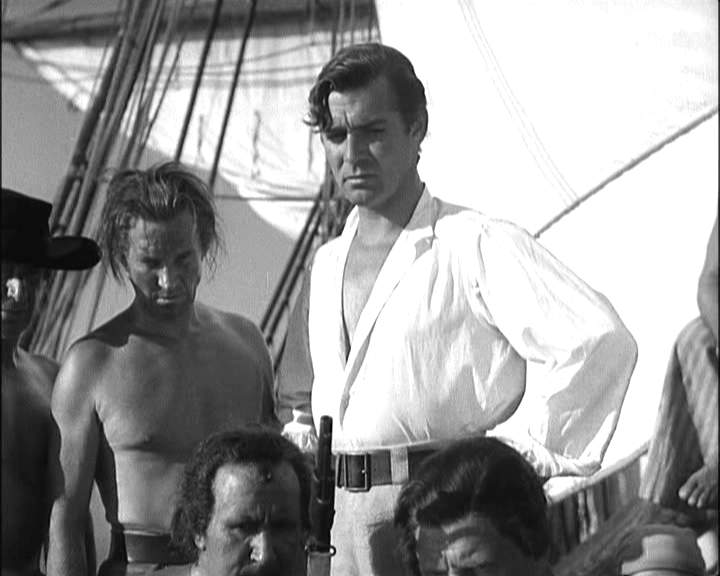
Clark Gable vai Fletcher Christian

- Phim trường hãng Metro-Goldwyn-Mayer - 10202 W. Washington Blvd., Culver City, California, Hoa Kỳ
- Vịnh Monterey, Monterey, California, Hoa Kỳ
- Cảng Monterey, Monterey, California, Hoa Kỳ
- Sailing Ship Restaurant, Pier 42, The Embarcadero, San Francisco, California, USA (tàu "Ellen" trong vai tàu "Bounty")
- Đảo San Miguel, California, USA
- Eo biển Santa Barbara, Channel Islands, California, USA
- Đảo Santa Catalina, Channel Islands, California, USA
- Cảng South Beach, San Francisco, California, USA (tàu "Ellen" trong vai tàu "Bounty")
- Nam Thái Bình Dương
- Tahiti

## Giải thưởng và vinh dự

### Giải Oscar
- Giải Oscar cho phim hay nhất cho hãng Metro-Goldwyn-Mayer.

### Các đề cử cho giải Oscar
- Giải Oscar cho nam diễn viên chính xuất sắc nhất -
  - Clark Gable
  - Charles Laughton
  - Franchot Tone
- Giải Oscar cho đạo diễn xuất sắc nhất - Frank Lloyd
- Giải Oscar cho biên tập - Margaret Booth
- Giải Oscar cho nhạc phim hay nhất - Nat W. Finston (trưởng ban) và Herbert Stothart ("Love Song of Tahiti" do Walter Jurmann viết)
- Giải Oscar cho kịch bản chuyển thể hay nhất - Jules Furthman, Talbot Jennings và Carey Wilson

### Các vinh dự khác
Công nhận của Viện phim Mỹ
- Danh sách 100 phim hay nhất của Viện phim Mỹ hạng 86
- Danh sách 100 anh hùng và kẻ phản diện của Viện phim Mỹ:
  - Thuyền trưởng Bligh, kẻ hung ác, hạng 19

## Làm lại phim
Năm 1962 một phim Mutiny on the Bounty (1962 film) màu, màn ảnh rộng, thời lượng trên 3 giờ được làm lại với ngôi sao Marlon Brando trong vai Fletcher Christian và Trevor Howard trong vai thuyền trưởng Bligh là 1 tai họa cả về tài chính lẫn phê bình, nhưng sau đó các giới phê bình đã đánh giá lại.
Năm 1984, Mel Gibson đóng vai Christian đối lập với Anthony Hopkins trong vai thuyền trưởng Bligh trong 1 phim làm lại hoang phí gọi là The Bounty. Cách diễn tả cuối cùng này đã đưa ra một cái nhìn nhiều thiện cảm về thuyền trưởng Bligh, được cho là gần sát với sự kiện lịch sử.

## Các phim nhái theo
- Phim hoạt họa Mutiny on the Bunny của Friz Freleng đưa ra vai Yosemite Sam (gọi là Shanghai Sam) như 1 kẻ có tính khí độc ác, đã bắt cóc Bugs Bunny lên tàu, chỉ để xem sự nổi loạn của Bugs. Cũng vậy, trong 1 cảnh phim Buccaneer Bunny của Freleng trước đây, Bugs mặc hóa trang vai thuyền trưởng Bligh và quát tháo ra lệnh cho Sam (gọi là Seagoin' Sam).
- Trong phim hoạt họa The Simpsons tập "The Wettest Stories Ever Told" có cảnh gia đình kể chuyện được bố trí trên tàu. Trong phân đoạn thứ hai có cảnh nhái theo phim Mutiny on the Bounty do Principal Skinner đóng vai thuyền trưởng Bligh, đối xử hung bạo với các thủy thủ (do Bart, Milhouse, Martin, Nelson, Jimbo, Dolph và Kearney đóng).

## Hình ảnh

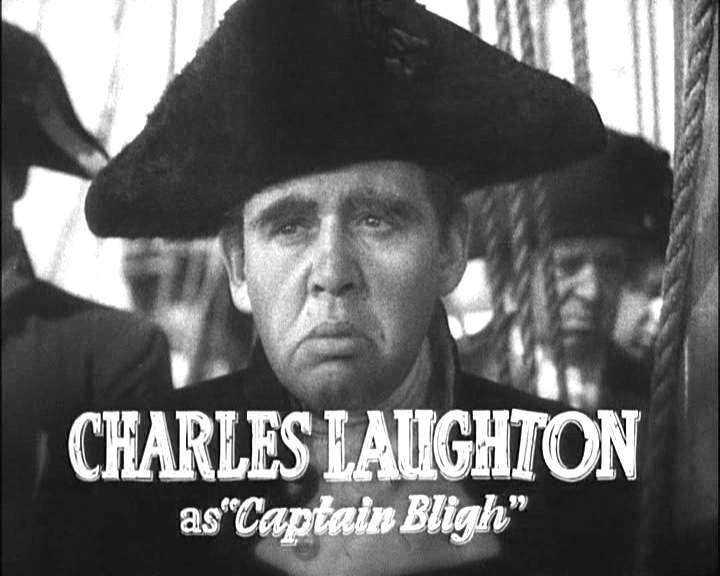
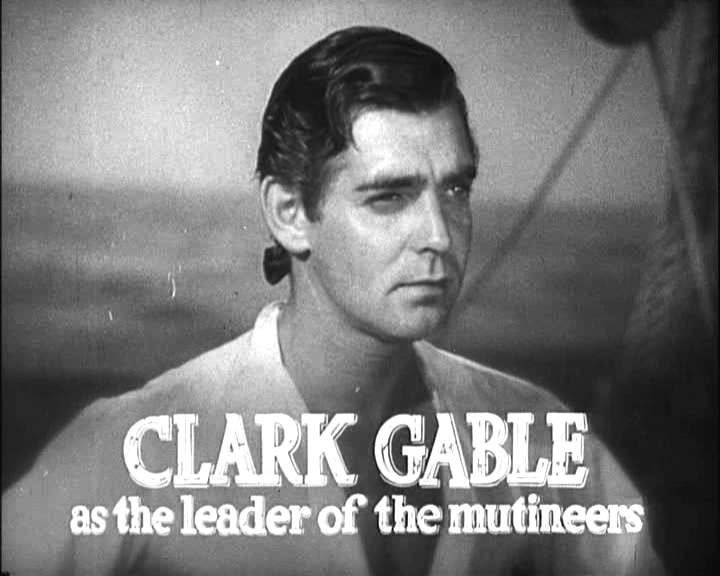
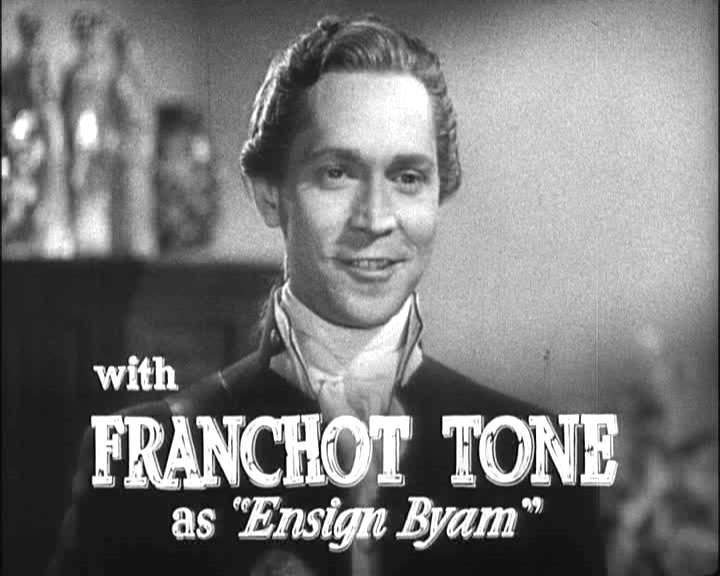
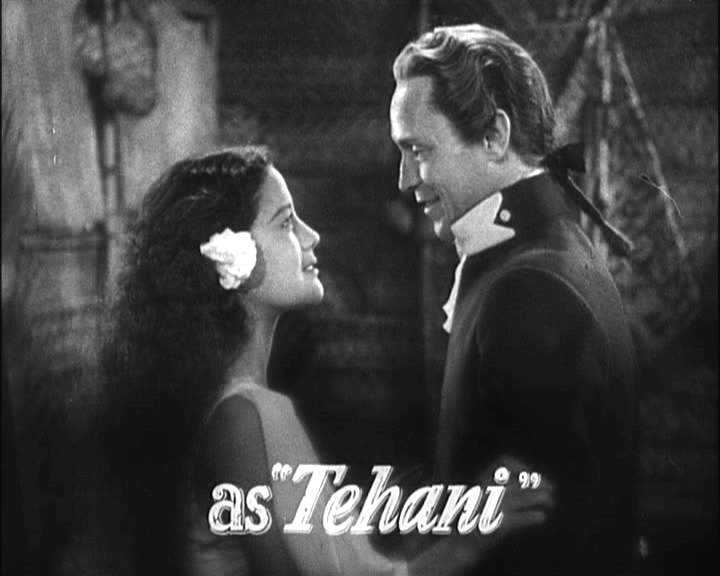
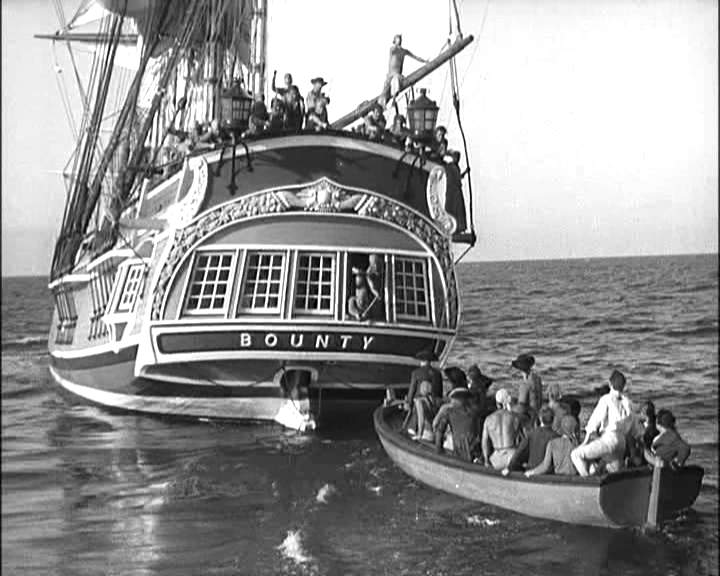
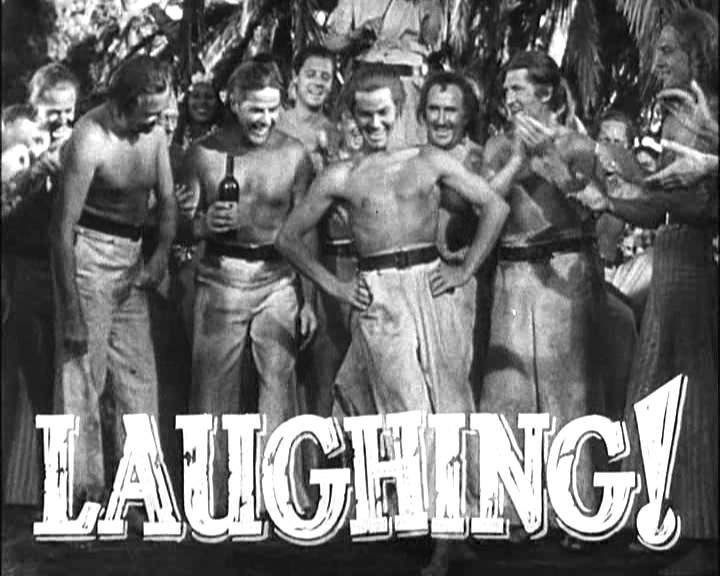
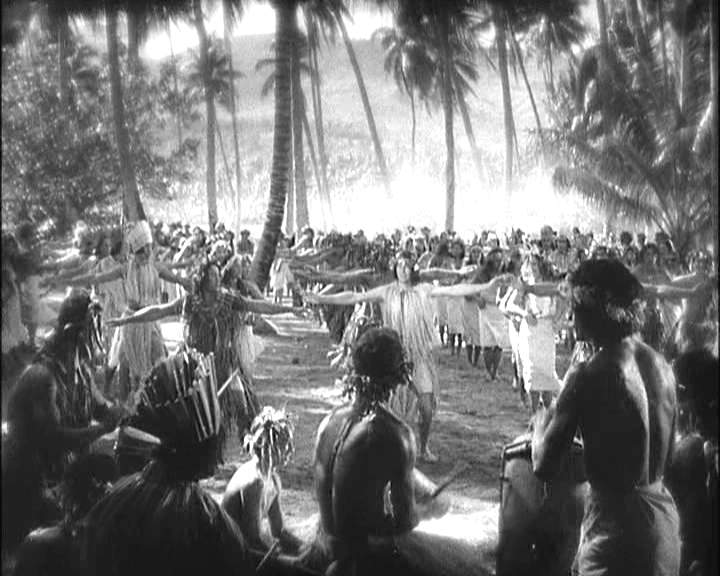
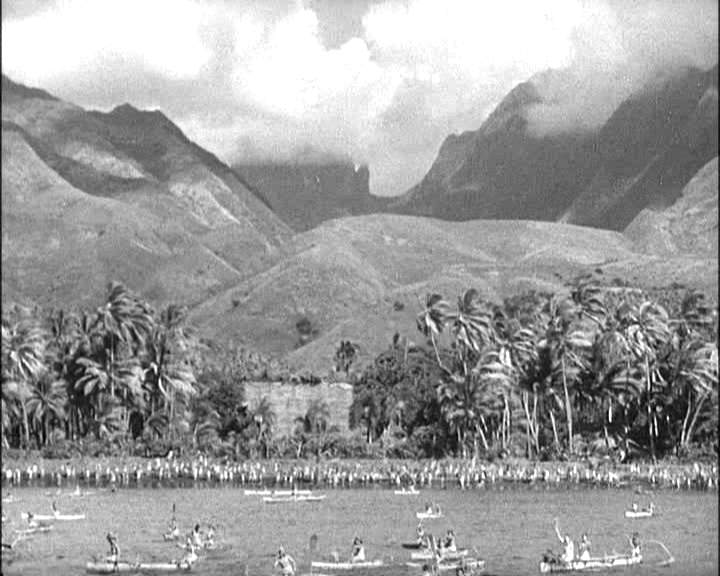
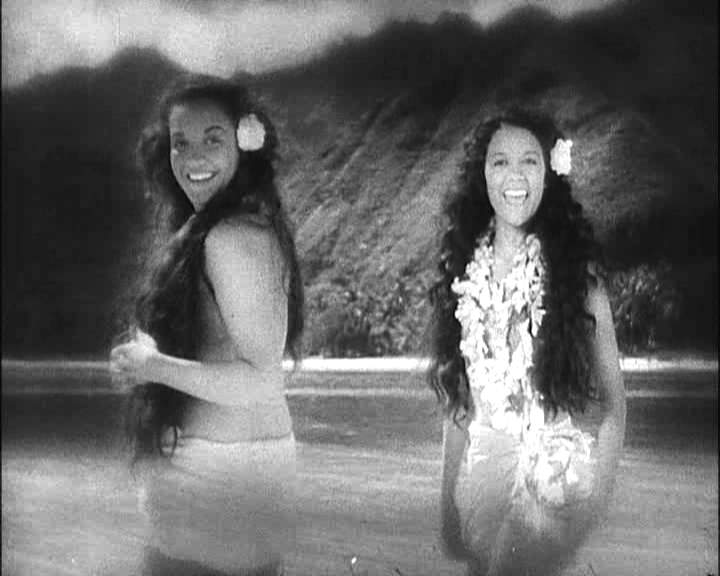
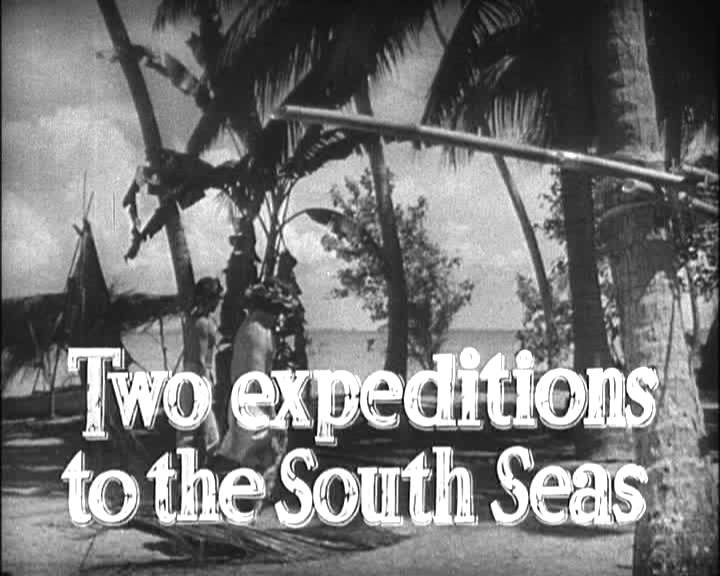
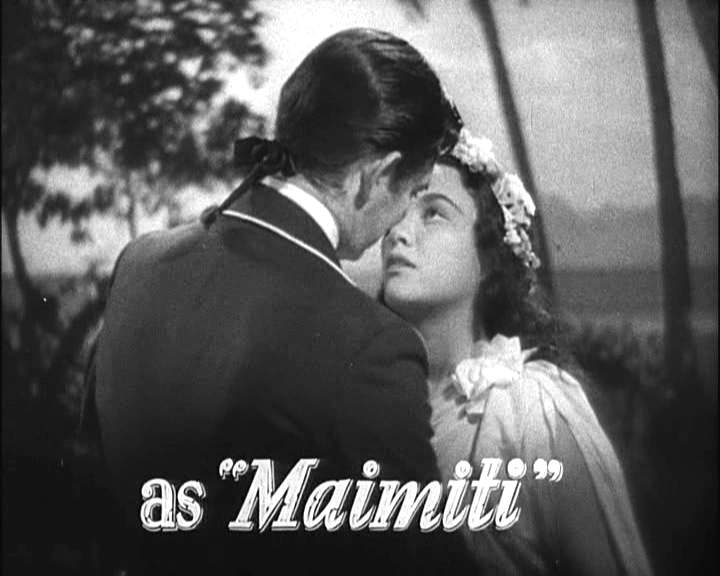
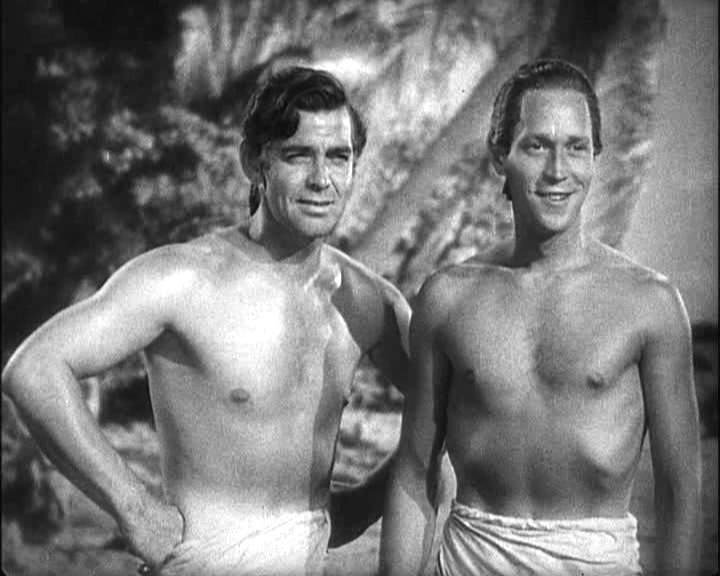